# Видегерн
Видегерн (Видагерн или Витгерн; лат. Widegernus; умер между 728 и 734) — епископ Страсбурга в 720-х годах.

## Биография
О происхождении и ранних годах жизни Видегерна почти ничего не известно. Сообщается только, что до получения епископского сана он был монахом в Мюнстерском аббатстве.
В списках глав Страсбургской архиепархии Видегерн назван преемником епископа Гандо и предшественником епископа Вандалфрида, о которых почти ничего не известно.
Видегерн — первый после Ротария епископ Страсбурга, упоминавшийся в современных ему документах. Этот единственный сохранившийся до нашего времени документ — хартия о привилегиях Мурбахскому аббатству, 13 мая 728 года данная Видегерном настоятелю этой обители Агоальду. Дарение было сделано по случаю основания этого монастыря епископом Видегерном, святым Пирмином и королём франков Теодорихом IV. Среди персон, также подписавших этот документ, были герцоги Эльзаса Лиутфрид и Эберхард. В том числе, в хартии за монастырём закреплялись все его земельные владения, а братии обители давался иммунитет от подчинения власти любых светских и церковных персон, за исключением аббата монастыря. За нарушение этих прав епископы Страсбурга должны были налагать на виновных штраф в 50 фунтов серебра, шедший в казну Мурбахского аббатства.
Также в датированном 762 годом завещании епископа Хеддо упоминается, что Видегерн основал Эттенхайммюнстерское аббатство. Однако, скорее всего, этот документ является позднейшей фальсификацией, так как первые достоверные свидетельства о существовании этого монастыря относятся к XII веку.
Дата смерти Видегерна неизвестна. Однако он должен был скончаться не позднее 734 года, так как тогда новым главой Страсбургской епархии стал епископ Хеддо.